# Фотоблог
Фотоблог — веб-сайт, содержащий в своей основе регулярно публикуемые фотографии, часто сопровождаемые названием снимка, датой/временем, текстовым описанием, сведениями EXIF и др. Фотоблог часто содержит возможность добавления комментариев, выставления рейтинга и т. п. Фотоблог может поддерживать технологию RSS или Atom.
Фотоблог может быть авторским или коллективным. Встречаются мобильные фотоблоги (сделанные с помощью фотокамер, встроенные в мобильные телефоны). Как разновидность, появились текстовые фотоблоги (в которых фотография заменена авторским текстовым описанием, например, unphotographable.com).

## Каталоги фотоблогов
- photoblogs.org — сайт с базой данных более чем 40 тыс. фотоблогов всего мира.
- VFXY Photos — фотографии с лучших фотоблогов мира, обновление каждый час.